# تنصير

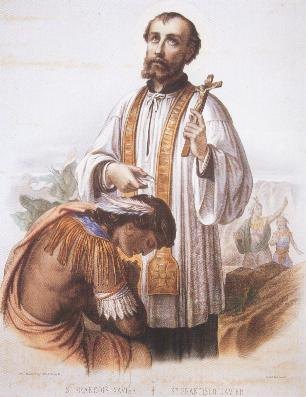
فرنسيس كسفاريوس يقوم بتنصير هندي.

التنصير هو تحويل مجتمعات إلى المسيحية، وهو ظاهرة بدأت في أواخر العصور القديمة في الإمبراطورية الرومانية واستمرت إلى أواخر العصور الوسطى في أوروبا. خارج أوروبا، توقّفت العملية توقفًا كبيرًا بسبب عملية الأسلمة الموازية، التي بدأت في شبه الجزيرة العربية والشرق الأدنى.
استُعملت خطط وتقنيات متنوعة في مختلف الأقاليم والعصور. عادةً يتبع تنصير الحاكم تعميدٌ إكراهي لكل محكوميه، ويؤدي هذا عادة إلى تهميش الأديان السابقة. شملت بعض هذه العمليات تبشير الرهبان والكهنة، أو النمو الطبيعي لمجتمعات مسيحية جزئيًّا، أو الحملات على الوثنية، وتحويل المعابد الوثنية إلى كنائس مسيحية، أو شجب الشعائر والآلهة الوثنية، ومن ذلك التصريح بأن الآلهة الوثنية لم تكن إلا شياطين، من دون علم عبادها. امتدّ تاريخ ربط المسيحية والاستعمارية امتدادًا طويلًا، وشمل تطهيرًا عرقيًّا لأمم كاملة، لا سيما في العالم الجديد والأقاليم الخاضعة للاستعمار الاستيطاني، ولكن الأمر لم يقتصر عليها. من أساليب التنصير التأويل المسيحي - وهو تحويل الشعائر والثقافة الوثنية الأصلية، والصور الدينية الوثنية، والمعابد والتقاويم الوثنية، إلى استخدامات مسيحية. 

## إنتربريتاتيو كريستيانا (التأويل المسيحي)
كان تحويل الأديان والأنشطة الثقافية والمعتقدات المحلية إلى صورة مسيحية أمرًا مقبولًا رسميًّا، ذُكر ذلك في كتاب التاريخ الكنسي للشعب الإنكليزي للمكرَّم بيدا، وهو رسالة من الأب غريغوري الأول إلى مليتوس يقول فيها إن التنصير أسهل إذا أُتيح للشعوب أن تحافظ على الأشكال الظاهرية لتقاليدهم، على أن تقول إن تقاليدها كانت تمجيدًا للإله المسيحي، «والهدف أن يُعطَوا بعض الإرضاءات الظاهرية، ليكون قبولهم لطمأنينة نعمة الله الداخلية أسهل». كان المقصود جوهريًّا بالتأويل المسيحي: الحفاظ على التقاليد والشعائر، مع تغيير السبب من ورائها. إن وجود التوفيق بين المعتقدات في التراث المسيحي ملحوظٌ منذ زمن طويل عند الباحثين. منذ القرن السادس عشر إلى العصر الحديث، كُرّست دراسات كثيرة لتفكيك التأويل المسيحي، أي تتبّع جذور الشعائر والتقاليد المسيحية العائدة إلى الوثنية. قُلّل من شأن الدراسات المبكرة في هذا المجال ورُفض بعضها على أنه دفاع بروتستانتي بقصد «تطهير» المسيحية.

## المسيحية المبكرة (قبل نيقية)
حكم مجلس أورشليم (نحو 50 للميلاد) حسب سفر أعمال الرسل 15، أن عدم الختان لا يمكن أن يكون حجّة لإقصاء المؤمنين من غير اليهود من مجتمع يسوع. بل أمر المجمع المؤمنين أن يجتنبوا «نجاسات الأصنام والزنا والمخنوق والدم»، وأن يسمعوا قراءة موسى في أيام السبت. كُتبت هذه التوضيحات ووزّعها الرسل الذين حضروا المجمع، وقُبلت بوصفها تشجيعًا لإنماء ثقة الوثنيين السابقين بإله إسرائيل كما تجلّى في الإنجيل. ومن ثم ساعد المرسوم الرسولي بتأسيس مسيحية وليدة لتكون بديلًا فريدًا عن أشكال اليهودية بالنسبة للمرتدين المحتملين. بدأ الرسل الاثنا عشر مع الآباء الرسوليين عملية تحويل الفرقة يهودية الأصل إلى ملجأ للمجتمعات فيه يهود وغير يهود، تجمعهم وتوحّدهم الثقة بيسوع.
كانت الكنائس الأرمينية والجورجية والإثيوبية هي الأمثلة الوحيدة على فرض الحكّام للمسيحية على محكوميهم قبل مجمع نيقية. بدأ تنصّر الإمبراطورية الرومانية بالمناطق الحضرية في الشرق الأوسط وشمال إفريقيا وجنوب أوروبا، حيث كانت التنصّرات الأولى أحيانًا بين أعضاء في الجماعات اليهودية. عمّ التنصّر بعد ذلك في الأمم الأخرى مع القرون، وسبقت إليه المناطق الحضرية عادةً، لتلحقها المناطق الريفية بعد مدة من الزمان. إن كلمة «pagan» وتعني وثنيّ، لاتينية ومعناها في الأصل «فلّاح، ريفي، مدني (غير عسكري)». وهي مشتقة من هذا التحول التاريخي. أصل هذه الكلمة محفوظ في كلمة «paisan».

## أواخر العصور القديمة (القرنان الرابع والخامس)
يقسَّم تنصير الإمبراطورية الرومانية إلى فترتين: قبل عام 312 وبعده، إذ حدث في هذا العام تنصّر قسطنطين (وقد تجودل في صدق تنصّره من عدمه قرونًا طويلة). في هذا الوقت، كانت المسيحية عمّت قسمًا كبيرًا ولكن غير معروف من الناس، على الأقل في التجمعات الحضرية في الإمبراطورية، وشملت عددًا من النخَب. أنهى قسطنطين الاضطهاد المتقطع للمسيحية بمرسوم ميلان، وهو في الحقيقة اقتباس من رسالة للإمبراطوري ليسينيوس كتبها يوسيبوس، ومنحت التسامح لكل الأديان، ولكن خصّت المسيحية بالذكر. تحت حكم خلفاء قسطنطين، استمرّ تنصير المجتمع الروماني على نحو متقطع، وهو ما وثقه جون كيوران بالتفصيل.
حظر أبناء قسطنطين القرابين الدينية للوثنيين عام 341، ولكنهم لم يغلقوا المعابد. ومع أن كل المعابد الحكومية في كل المُدن أُمر بإغلاقها عام 356، فلدينا أدلة تدل على استمرار القرابين التقليدية. تحت حكم جوليان، فُتحت المعابد من جديد واستؤنفت القرابين. عندما رفض غراتيان الإمبراطور 376–383 لقب ومنصب بونتيفكس ماكسيمس، أنهى فعله هذا دين الدولة بسبب سلطة هذا المنصب وعلاقاته بالإدارة الإمبراطورية. ولكن مرّة أخرى، أنهت هذه العملية الممارسات الحكومية ولكن لم تنه العبادة الدينية الخاصة. مع انتشار المسيحية، دُنّس ونُهب ودُمّر كثير من المعابد، وحُوّل بعضها إلى مواقع مسيحية على يد شخصيات مثل مارتن التوروزي، وفي الشرق على يد الرهبان المحاربين. ولكن كثيرًا من المعابد ظلّت مفتوحة حتى مرسوم ثيودوسيوس الأول المسمى ثيسالونيكا عام 381، الذي منع فيه منصب هاروسبكس وممارسات دينية وثنية أخرى. من عام 389 إلى 393، أصدر ثيودوسيوس سلسلة من المراسيم أدّت إلى حظر الشعائر الدينية الوثنية، وسلب أملاك الوثنيين ومنحهم. حُظرت الألعاب الأولمبية عام 392 بسبب ارتباطها بالدين القديم. شُرعت قوانين أخرى ضد الشعائر الوثنية الباقية على مرّ السنين التالية. لا نعرف مدى فعالية هذه القوانين في أرجاء الإمبراطورية. وُثّق تنصر البلقان المركزيين في نهاية القرن الرابع، عندما جاء نيسيتاس أسقف رمسيانا بالإنجيل إلى «ذئاب الجبال» هؤلاء، وهم البيسي. ذُكر أن مهمته نجحت، وأن المسيحية حلّت محل عبادة ديونيسس والآلهة التراقية الأخرى.
كانت معركة فريجيدس عام 395 نقطة تحول، إذ أنهت آخر محاولة جادّة لإحياء الدين الوثني في الإمبراطورية الرومانية المنصّرة وقتها. بعد هزيمة يوجنس، استسلمت الأسر الوثنية المحافظة في روما للمسيحية وبدأت تعيد صناعة نفسها لتحافظ على قيادتها في المجتمع. في ذلك الوقت كانت الكنيسة المسيحية قد اتخذت التعليم والثقافة الكلاسيكية دليلًا على حضارة الإنسان، وجمعت بذلك المجموعتين الاجتماعيتين في حلف. تحت حكم ستيليكو (395–408) تُسُومح مع بعض الوثنية، ولكن بعد ذلك في القرن الخامس، أصبحت التشريعات ضد الأملاك الوثنية والشعائر الوثنية الأخرى صارمةً. يبدو أنه جرت بعد ذلك محاولات لإحياء الوثنية، في عام 456 في دوائر محيطة بالقائد مارسيلينس وتحت حكم أنثميوس (467–472)، ولكن هذه المحاولات لم تجد توفيقًا. في عام 451 حكم ماركيان بالإعدام لكل من يمارس طقسًا وثنيًّا، وأكّد ليو الأول عام 472 هذا الحكم بمعاقبة كل من أدرك وجود شعائر وثنية في ملكه.